# Drave de Hoppe
Draba hoppeana
Espèce
La Drave de Hoppe (Draba hoppeana) est une espèce de plantes de la famille des Brassicacées.